# Start a War
Start a War è il quarto album in studio del gruppo musicale statunitense Static-X, pubblicato il 14 giugno 2005 dalla Warner Bros. Records.
L'album ha visto il ritorno del chitarrista originario Koichi Fukuda e l'arrivo di Nick Oshiro come nuovo batterista.

## Tracce
1. The Enemy – 2:29
2. I'm the One – 2:38
3. Start a War – 2:47
4. Pieces – 2:38
5. Dirthouse – 3:03
6. Skinnyman – 3:40
7. Just in Case – 4:24
8. Set It Off – 3:55
9. I Want to Fucking Break It – 2:42
10. Night Terrors – 3:09
11. Otsego Amigo – 2:46
12. My Damnation – 4:01
13. Brainfog – 2:20

Traccia bonus nell'edizione giapponese
1. Get to the Gone (Live)

## Formazione
- Wayne Static – voce, chitarra ritmica
- Koichi Fukuda – chitarra solista
- Tony Campos – basso, cori
- Nick Oshiro – batteria